# Lijst van staten in het Heilige Roomse Rijk (V)
Dit is een lijst van staten in het Heilige Roomse Rijk die beginnen met de letter V.
| Naam       | Type         | Kreits               | Bank | Gevormd      | Noten |
| ---------- | ------------ | -------------------- | ---- | ------------ | --- |
| Varel      | heerlijkheid | Westfaalse Kreits    |      | ?-1806       | 1806: naar graafschap Oldenburg |
| Vlaanderen | graafschap   | Bourgondische Kreits |      | 862/864-1795 | 862:stichting graafschap Vlaanderen in het koninkrijk Frankrijk 1512:aan Bourgondische Kreits 1549:graafschap Vlaanderen wordt een entiteit van het Heilig Roomse Rijk 1795: geannexeerd door Frankrijk |

A · B · C · D · E · F · G · H · I · J · K · L · M · N · O · P · Q · R · S · T · U · V · W · Z

vrije keizerlijke steden · keizerlijke abdijen